# Gottfried von Burton
Gottfried von Burton war ein normannischer Benediktiner, Prior der Kathedrale von Winchester und später Abt von Burton am Trent (1114–1151).

## Die Abtei von Burton

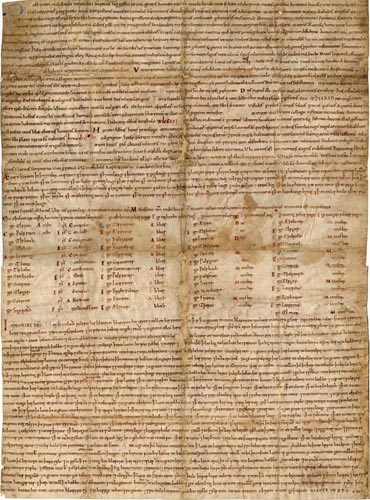
Urkunde von Aethelred, welche das Testament von Wulfric Spot bestätigt

Die Abtei von Burton war nach den angelsächsischen Annalen von Burton aus dem 11. Jahrhundert im Jahr 1004 durch Wulfric Spot aus Mercia gegründet worden, der sie der Jungfrau Maria und St. Modwenna weihte. Das Kloster und seine Besitzungen wurden im Doomsday Book erwähnt, so hatte es in Drakenhill zwölf Haushalte mit hörigen Bauern, vier Joche (carucates) und zwei bovates (hides) steuerpflichtiges Land mit einem Gesamtwert von £3. Das Dorf fiel jedoch zur Zeit des korrupten Abtes Gottfried Malaterra nach einer Pestepidemie wüst.

## Leben
Gottfried wurde 1107 Prior von St Swithuns Kathedrale in Winchester, wurde aber 1111 abgesetzt. Erst 1114 wurde er nach dem Tode von Nigel (1094–1114) zum Abt von Burton gewählt. Das Kloster war klein und hatte nie mehr als 20 Mönche, offensichtlich hatte Gottfrieds Karriere, aus welchem Grund auch immer, einen massiven Rückschlag erlitten.
Gottfried ist aus zahlreichen zeitgenössischen Urkunden bekannt, die sich mit der Verwaltung des Klosters von Burton und dessen Ländereien sowie mit rechtlichen Frage beschäftigen. Gottfried warb mit dem Versprechen geistlicher Belohnung energisch Landschenkungen ein und versuchte so, seinen Einfluss zu vergrößern. Detailliert ließ er die Ländereien im Besitz der Abtei, deren Bauern und deren Viehbestand aufnehmen, wobei er sich am normannischen Doomsday Book orientierte. Aufnahme B wurde 1114–1118, also bei seinem Amtsantritt aufgestellt, Aufnahme A stellt eine Neuaufnahme dar, die vor 1133, vermutlich sogar vor 1126 verfasst wurde.
Gottfried begann zudem mit dem Bau einer Kirche in Burton, die Urkunden erwähnen den Transport von Bauholz und die Bezahlung von Arbeitern aus frommen Stiftungen. Der Bau war von zahlreichen Unfällen begleitet, wie im Leben der Modwenna geschildert wird: Dachbalken und Glocken stürzten ab, und Zimmerleute wurden nur durch das rechtzeitige Eingreifen der Heiligen davor bewahrt, vom Dach zu fallen. Nach der Handschrift Historia fundatoris et abbatum aus dem 16. Jahrhundert ließ er auch einen Glockenturm mit einem Bleidach errichten. Von der Kirche ist kaum etwas erhalten.

## St. Modwenna

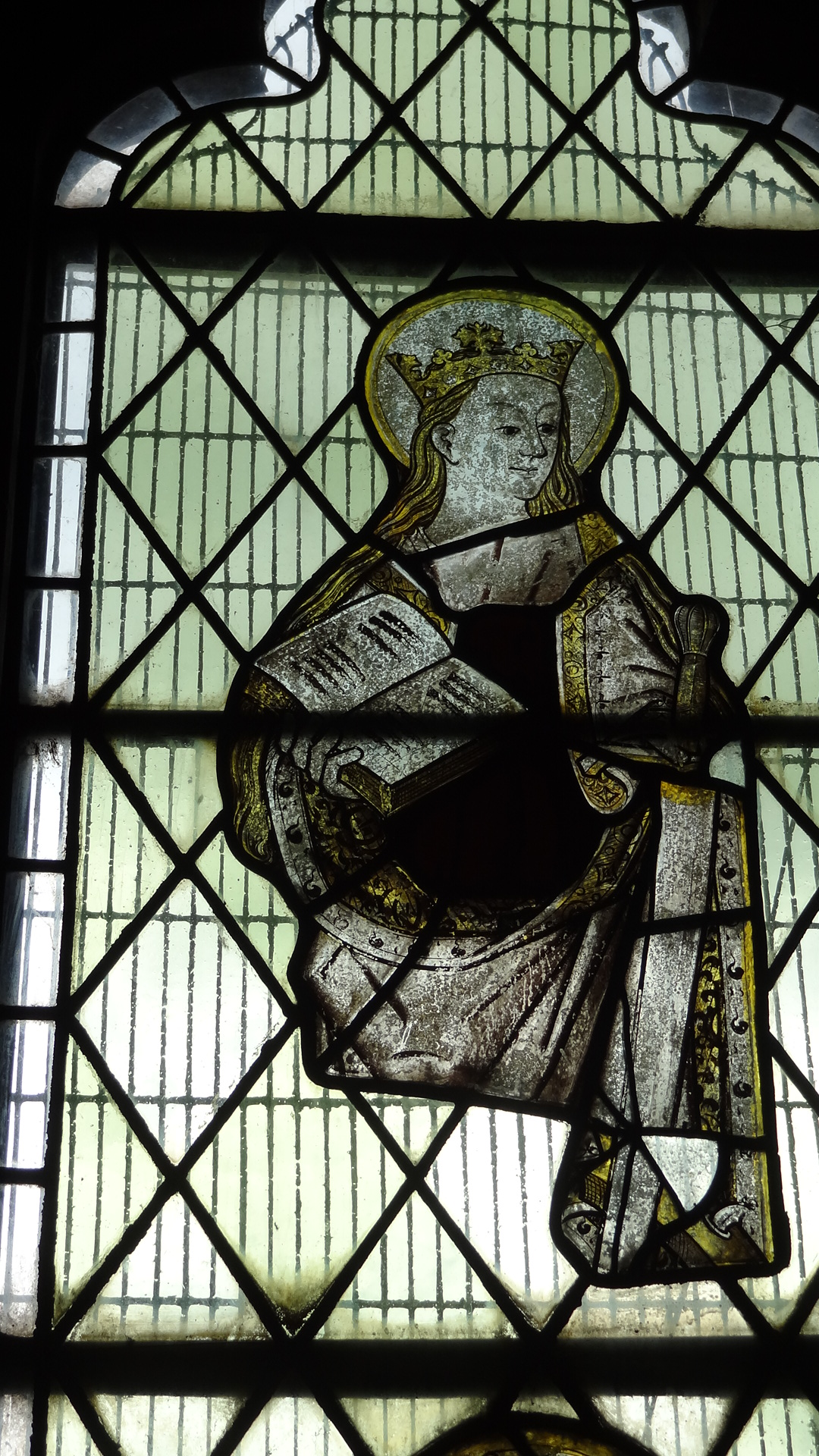
Glasfenster mit einer Abbildung von Mowenna aus der Kirche von Burton, heute in Whittington

Geschickt vermarktete der neue Abt die Gebeine einer weitgehend unbekannten lokalen Heiligen namens Modwenna. Ihre Überreste waren um 1008 von Andresey im Trent nach der Abtei von Burton überführt und hier bestattet worden. Der dritte Abt des Klosters, Leofric (1051–1066) ließ ihren Schrein jedoch zerstören, um mit dem Erlös den Armen zu helfen. Gottfried ließ einen neuen Schrein anfertigen.
Nach Erkundigungen in Irland, und nachdem er den Codex de Hibernia konsultiert hatte, identifizierte Gottfried Modwenna mit der 517 verstorbenen Monenna/Moninna oder Darerca der Conaille Muirtheimne, der Gründerin des Klosters von Killevy in Armagh. Gottfried verfasste zwischen 1118 und 1135 eine Vita (Vita sancte Moduenne uirginis), die auf einer Abschrift des Werks des ansonsten weitgehend unbekannten Iren Conchubranus beruhte, das sich in drei Exemplaren in der Bibliothek der Abtei befand. Diese besaß 1175 die erstaunliche Anzahl von 78 Büchern, der Katalog hat sich auf einem leeren Blatt am Ende der BL Add. MS 23944, einer Miszellanhandschrift aus dem 9. Jahrhundert mit Augustinus’ De nuptiis et concupiscentia und Contra Julianum erhalten. Gottfried vereinfachte die Struktur der Quelle, verbesserte das seines Erachtens „barbarische“ Latein und elaborierte dafür den Stil.
Weiters fügte er zahlreiche Beispiele wörtlicher Rede ein, wodurch das Werk deutlich länger geriet als das Vorbild. Diese Schilderung ergänzte er mit Wundern, die sich in vor Ort in Burton ereignet haben sollten. So soll Alfred, Sohn des Æthelwulf, König von Mercia und Wessex von Morwenna geheilt worden sein. Die Heilige verteidigte tatkräftig die Rechte des Klosters, so kratzte sich Ælfwine von Hopwas selbst ein Auge aus, als er mit seinem Missetaten gegen die Mönche prahlte (Kapitel 47). Eine Geschichte berichtet von zwei entlaufenen Bauern aus Stapenhill, die um 1090 als belebte Leichname, mit ihren Särgen auf dem Rücken in Drakelow, das unter der Grundherrschaft von Roger de Poitevin, einem Magnaten in Yorkshire, Lincolnshire und Suffolk stand, Angst und Pestilenz verbreiteten (Kapitel 47). Diese Mär wurde örtlich noch bis ins 16. Jahrhundert erzählt.
Modwenna wurden von Gottfried auch Wunder zugeschrieben, die nach anderen Quellen die angelsächsische Heilige Eadburg bewirkt haben sollte.
Hugo Candidus  erwähnt in den 1170er Jahren, dass sich ihre Gebeine in Burton befanden.